# Міжнародно-правова відповідальність
Міжнаро́дно-правова́ відповіда́льність — це визначена нормами міжнародного права відповідальність суб'єктів цього права, що настає за вчинення міжнародно-правового делікту. Передбачає обов'язок суб'єкта міжнародного права ліквідувати шкоду, яка була заподіяна ним іншому суб'єкту міжнародного права в результаті порушення міжнародно-правового зобов'язання, або обов'язок відшкодувати матеріальний збиток заподіяний в результаті дій, що не порушують норм міжнародного права, якщо таке відшкодування передбачається спеціальним міжнародним договором(абсолютна відповідальність).

## Правове регулювання
Регулюється нормами міжнародного права, які визначають склади міжнародно-правових порушень, можливі виправдовувальні підстави, правові наслідки тощо.
Значну роль у систематизації цих норм відіграє Комісія з міжнародного права, яка прийняла ряд статей з приводу відповідальності. Ці статті є складовими Проєкту Комісії з міжнародного права, що складається з 4 частин: поняття і передумови міжнародно-правового делікту, зміст відповідальності держав, настання відповідальності держав і загальні положення.
Разом з тим Комісія працює ще й над іншим проєктом з приводу відповідальності міжнародних організацій, де було прийнято 30 статей (оприлюднено в: Official Records of the General Assembly, Sixty-first Session, Supplement No/ 10 (A/61/10), Kapitel VII, Abschnitt C, para. 90),

## Загальна характеристика
Ознаки міжнародно-правової відповідальності:
1) до держави-правопорушниці застосовуються санкції міжнародно-правових норм;
2) настає за здійснення міжнародного правопорушення;
3) спрямована на забезпечення міжнародного правопорядку;
4) настання негативних наслідків для правопорушника;
5) реалізується у відносинах, що виникають між державою-правопорушницею і потерпілою державою.

## Суб'єкти Міжнародно-правової відповідальності
Суб'єктами міжнародно-правової відповідальності є тільки суб'єкти міжнародного публічного права (держави, у деяких випадках можуть стати фізичні особи, але при цьому міжнародно-правова відповідальність осіб є видом кримінальної відповідальності)
Суб'єкти міжнародного правопорушення — держави правопорушники(активні суб'єкти). За правопорушення, яке вчинене членом федерації, несе відповідальність сама федерація. В окремих випадках поряд з федеративною державою відповідальність несе і сам член федерації (коли виступає як суб'єкт міжнародного права, а відповідно до цього є міжнародним правопорушником).
Суб'єктами міжнародного правопорушення можуть бути і міжнародні організації, які можуть нести відповідальність перед державами, що є чи не є її членами. Відповідальність виникає, коли організація порушує міжнародні зобов'язання, які закріплені в договорах.
У разі матеріальної відповідальності міжнародних організацій можливі два варіанти:
1. Встановлення солідарної відповідальності організації і держав-членів;
2. Установлення відповідальності самої організації.

До міжнародно-правової відповідальності, можуть притягатись фізичні особи(за міжнародні злочини). Така відповідальність можлива у двох формах:
1. Перед міжнародним карним судом;
2. Перед національним судом.

Особливим є те, що у міжнародному праві немає терміну давності, винні несуть відповідальність незалежно від часу здійснення злочину.
Суб'єкти міжнародних претензій — держави, які зазнали збитків(ті хто вимагають відшкодування збитків)(пасивні суб'єкти).
Суб'єктами міжнародних претензій найчастіше є держави. Коли скоєно звичайне міжнародне правопорушення, то суб'єктом претензій є потерпіла держава. Коли скоєно міжнародний злочин, то суб'єктом претензій є не лише потерпіла держава, але й ішні держави мають змогу виступати суб'єктами претензій.
Суб'єктами міжнародних претензій можуть бути і міжнародні організації, що володіють відповідною правосуб'єктністю (порушення державами міжнародного миру, безпеки.
Якщо фізичній особі заподіяний збиток унаслідок дії іноземної держави. Держава, громадянином якої він є, виступає до держави-правопорушника з вимогою про відшкодування збитку, таким чином здійснює право на його дипломатичний захист. Але водночас вона захищає власні міжнародні права, порушені в особі її громадянина

## Міжнародні протиправні дії
Проєкт Комісії пов'язує відповідальність держав з протиправною діяльністю(ст. 1)
Міжнародні правопорушення — це дія чи бездіяльність держави, яка в результаті порушує міжнародні зобов'язання.

### Міжнародні протиправні дії поділяються на декілька груп

#### Найтяжчі міжнародні злочини
Порушення міжнародного права сформульовані у попередніх проєктах Комісії з міжнародного права через юридичний склад правової норми про міжнародно-правовий злочин (international crime, ст. 19 проєкту Комісії з міжнародного права в редакції 1980 року)
- Воєнні злочини — порушення законів війни (вбивства, жорстоке поводження, вивезення на примусові роботи осіб з окупованої території, жорстоке поводження з військовополоненими, розкрадання суспільної або приватної власності, руйнування міст і сіл;
- Злочини проти людяності — вбивства, винищення, поневолення;
- Геноцид — дії, які спрямовані на знищення національної, етнічної, расової чи релігійної спільноти, шляхом вбивства членів цієї спільноти, перешкоджанню дітонародженню, насильницьке переселення;
- Екоцид — знищення великої кількості рослинного та тваринного світу, отруєння водних ресурсів світу.

#### Ординарні міжнародні правопорушення
Порушення забов'язань окремих держав одна перед одною.

## Відповідальність за джерела підвищеної небезпеки
Відповідальність за правомірну, але ризиковану діяльність у проєкті комісії виділено окремо. Так само панівне вчення міжнародного права розрізняє відповідальність за протиправну поведінку і відповідальність за підвищений ризик.
В міжнародному звичаєвому праві засади відповідальності за джерела підвищеної небезпеки ще не достатньо розвинені. Відповідальність за підвищену небезпеку передбачає Конвенція про міжнародну відповідальність за шкоду, завдану космічним об'єктам 1972 року.
Відповідальність за особливо небезпечну діяльність є предметом дискусій. Проте правова непевність в цьому питанні зменшується через те, що при застосуванні небезпечних високих технологій вже саме нехтування науково- технічними даними під час експлуатації відповідної техніки чи здійснення нагляду за нею веде до відповідальності за недбале ставлення до обов'язків і збитки, що виникають внаслідок цього.
Комісія з міжнародного права запропонувала проєкт щодо відповідальності за джерело небезпеки (International Liability for Injurious Consequences Arising out of Acts Not Prohibited by International Law[Prevention of Transboundary Damage from Hazardous Activities]). Проєкт розмиває межі між відповідальністю за протиправну поведінку і відповідальністю за джерело підвищеної небезпеки

## Елементи складу

### Протиправне діяння
У ст. 2 проєкту Комісії з міжнародного права щодо відповідальності держав склад міжнародного-правого протиправного діяння охоплює як предмет відповідальності два елементи:
1) поведінку (дію чи бездіяльність), що стосується держави,
2) порушення міжнародно-правового обов'язку, тобто протиправність (відповідальність за джерело небезпеки, яке не є забороненим, але пов'язане з ризиком, становить окрему підставу відповідальності держав).

### Поведінка, що стосується держави
Держава відповідає за діяльність її власних органів (ст. 4 проєкту Комісії міжнародного права), в тому числі ultra vires.
Поведінка недержавних підрозділів має бути зарахована державі в усякому разі тоді, коли вони перебувають під ефективним контролем цієї держави і їхню поведінку у конкретному випадку спрямовує ця держава (ст.8 Проєкту Комісії).
Поведінку приватних осіб не завжди слід пов'язувати з державою.
Поведінка приватних осіб, яка через її небезпечний характер загрожує іншим державам, стосується відповідної держави з огляду на її обов'язок здійснення нагляду. Недостатній нагляд є підставою відповідальності.
Якщо держава надає міжнародній організації збройні сили чи адміністративний персонал у її розпорядження, то виникнення відповідальності міжнародної організації залежить від того, наскільки вона визначає і контролює поведінку зазначених суб'єктів (ст. 5 Проєкту Комісії з приводу відповідальності міжнародних організацій).

### Вина
Наскільки міжнародне правопорушення передбачає наявність вини — в науці міжнародного права питання переважно спірне майже в кожному окремому випадку.
Якщо держава взяла на себе обов'язок гарантувати певний результат, то вона є відповідальною за нього, незалежно від наявності чи браку з її боку належного догляду. Врешті критерієм тут буде дотримання об'єктивної міри належного догляду відповідно до визнаних у спільноті держав уявлень, що і стане предметом перевірки у відповідному випадку.
За все усталенішим переконанням, немає необхідності встановлювати наявність вини відповідальної держави у відповідних відносинах.
Так, у випадку застосування небезпечних технологій, а саме таких, як експлуатація ядерного реактора, належний догляд визначають за актуальним станом розвитку науки і техніки з огляду на ступінь ризику. Якщо відповідні стандарти знехтувані і таким чином для сусідніх держав виникають збитки, тут йдеться про відповідальність саме за протиправну поведінку

## Види Міжнародно-правової відповідальності
правові наслідки міжнародно-правових порушень
Міжнародно-правова відповідальність реалізується в двох формах: політичної та матеріальної.
До політичної відповідальності відносяться наступні види: репресалії, реторсії, сатисфакції, санкції, декларативні рішення, обмеження суверенітету.
До матеріальної відповідальності відносяться: реституції, субституції, репарації.
Репресалії — примусові дії держави, для яких головною метою є відновлення своїх прав, порушених іншою державою, але заходи, які вживаються потерпілою державою (як репресалії), мають бути пропорційні правопорушенню, що їх викликало, і припинятися з моменту відновлення. Ст. 49 проєкту Комісії з міжнародного права. Так уже вчинені перед тим порушення міжнародного права іншою державою виправдовують репресалії як контрзаходи. Правова репресалія має бути здійснена без застосування насильства. Проєкт Комісії поряд з забороною насильства містить ще інші «стійкі до репресалії» зобов'язання, серед них повага до елементарних прав людини і зобов'язальних норм міжнародного права (ст. 50)
Крім того, репресалії не можуть перебувати поза розумним співвідношенням до попередніх стосовно них порушень міжнародного права іншою державою(ст. 51 абз. 1 lit. а проєкту Комісії з міжнародного права)
Ресторація — відновлення прав потерпілих суб'єктів міжнародного права (звільнення незаконно затриманих осіб, скасування судових рішень, що заподіюють шкоду потерпілим державам, їх юридичним і фізичним особам)
Реторсія — це правомірні та примусові дії держави у відповідь на недружній акт з боку іншої держави(посадові, фізичні чи юридичні особи першої держави були поставлені у дискримінаційні умови). Заходи, які використовуються як реторсії, мають бути адекватні акту, який їх спричинив,  також припинятися з моменту відновлення колишнього становища.
Сатисфакція — надання державою, яка є порушницею, задоволення постраждалій державі. Застосування певної форми сатисфакції залежить від заподіяного збитку і політичних взаємин між державами(може виражатися у висловлюванні жалю, недопущенні повторного правопорушення, у публічному вибаченні та ін.)
Санкції — це правомірні примусові заходи, які є індивідуальними або колективними та вживаються проти держави-порушниці, з метою припинення її неправомірного поводження (або покарання за таке поводження)
Реституція — повернення(державою-правопорушницею) потерпілим суб'єктам неправомірно захопленого в них майна(історичних, художніх та інших цінностей).
Субституція — повернення (або заміна)майна, яке було ушкодженно чи знищено, подібними та рівноцінними речами(предметами), але у випадку, коли не можливо здійснити реституцію.
Ординарна репарація — відшкодування державою-правопорушницею матеріального збитку(виплата грошових сум, надання послуг), що підлягає відшкодуванню потерпілим суб'єктам. Держава-правопорушниця, яка зобов'язана виконати репарації, повинна самостійно визначити джерела для виплати матеріальної компенсації потерпілим суб'єктам.
Надзвичайні репарації – тимчасове обмеження правомочності держав(розпоряджатися своїми матеріальними ресурсами), що вчинили міжнародні злочини. Держава-порушниця може обмежуватися у виборі джерел репарацій
За проєктом Комісії з міжнародного права особливі правові наслідки мають наставати за тяжке порушення зобов'язальної норми міжнародного права у розумінні ст. 40 Проєкту. 1) держави мають взаємодіяти для того, щоб припинити порушення міжнародного права. 2) жодна держава не може визнавати правомірність створеної унаслідок тяжкого порушення міжнародного права ситуації або ж виступати на її підтримку.
Обов'язок невизнання лежить в основі традиції доктрини Стімсона, спрямованої проти визнання анексії, яка відбулася за порушення міжнародного порушення права

## Обставини, що виключають відповідальність держав
Звільнення від відповідальності — це коли суб'єкта, який здійснив правопорушення(яке призвело до міжнародної відповідальності), звільняється від обов'язку ліквідації наслідків.
Обставини, що виключають відповідальність держав- це факти, дії та явища, які стали причиною скоєння міжнародного правопорушення.
Обставин, що виключають настання міжнародно-правової відповідальності:
- вина потерпілої сторони;
- непереборна сила (форс-мажор), непередбачувана чи непереборна сила, що не піддаються контролю із боку держави (стихійні лиха, епідемії, епізоотії та ін.);
- крайня необхідність — може виправдовувати невиконання міжнародно-правового зобов'язання якщо воно потрібне для гарантування суттєвих державних інтересів і ці інтереси визнаються на більшому рівні, ніж потреби причетної держави;
- згоду потерпілої сторони на здійснення діяння, що в результаті призвело до правопорушення;
- самооборона — виправдовує заборонені дії і заходи у відповідь. Але держава не може посилатись на самооборону як причину порушення норм міжнародного гуманітарного права та інших зобов'язань, які й для самооборони в збройному конфлікті не допускають жодного винятку[1][2][5];
- репресалії, за умови, що вони виправдані як контрзаходи (слід відмежовувати їх від реторсії, яка є «недружнім», але сама по собі правомірним контрзаходом).

## Міжнародне кримінальне право та його реалізація
Кримінально-правове переслідування за тяжкі порушення міжнародного права за міжнародно-правовими засадами прокладає собі шлях від часів Другої світової війни.
Міжнародно-правові склади кримінальних правопорушень містяться в «Конвенція про запобігання злочину геноциду та покарання за нього» 1948рік; Женевська конвенція 1948рік.
Основу для повноцінного міжнародного кримінально-правового режиму закладено з прийняттям Статуту Міжнародного кримінальний суд|кримінального суду, який набрав чинності у 2002 році.
Компетенція Міжнародного суду охоплює злочини геноциду злочини проти людства, воєнні злочини і злочини агресії
Злочини міжнародного характеру — небезпечні діяння, які вчинені індивідами чи групами осіб. Діяння посягають на нормальні відносини між суб'єктами міжнародного права.
- Злочини проти стабільності міжнародних відносин(наприклад тероризм);
- Злочини, які завдають збитків економіці та соціальному розвитку(наприклад викрадення творів мистецтва);
- Злочини, які посягають на особисті права людини(наприклад рабство);
- Злочини скоєні у відкритому морі(наприклад піратство);
- Злочини, які скоєні у районі воєнних дій.